# 호주라임

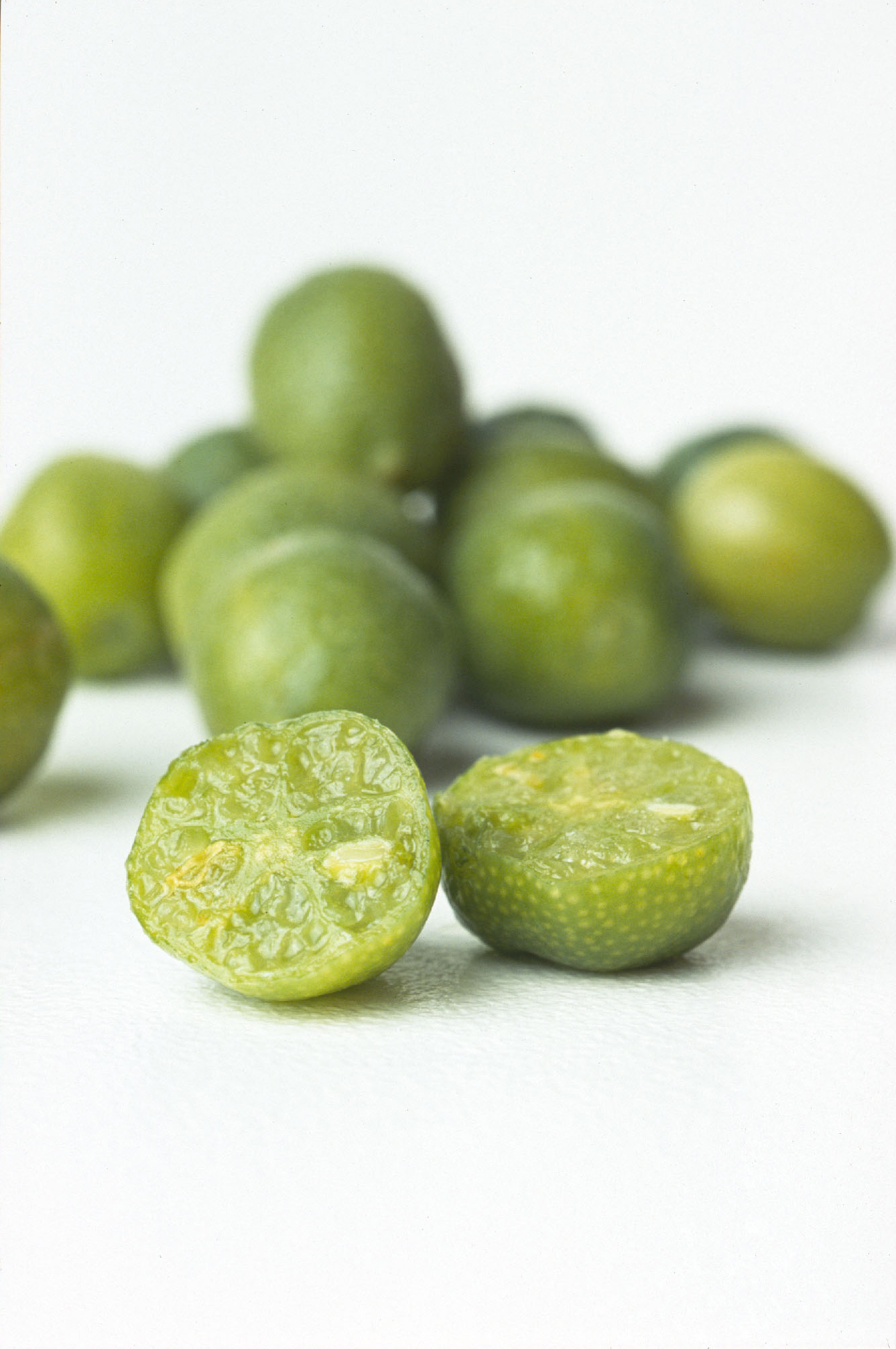
사막라임(C. glauca) 재배품종인 '아웃백(Outback)' 라임

호주라임(濠洲lime)은 오스트레일리아와 파푸아뉴기니에서 자생하는 귤속 식물(라임)을 통틀어 부르는 이름이다. 과거 스윙글 체계에서는 호주라임을 호주라임속(Microcitrus)과 사막라임속(Eremocitrus)으로 따로 분류했으나, 유전자 연구를 통해 호주라임 종들이 귤속(Citrus)에 속한다는 것이 밝혀졌다. 여러 가지 호주라임이 오스트레일리아 원주민 요리와 초기 이민자 요리, 현대 오스트레일리아 요리에 두루 쓰이며, 특히 마멀레이드나 소스 등을 만들 때 흔히 쓰인다.
|  | 러셀강라임(C. inodora)    |
|  |                           |
|  | 메이든라임(C. maideniana) |
|  |                           |

|  | 화이트산라임(C. garrawayi) |
|  |                            |
|  | 핑거라임(C. australasica)  |
|  |                            |

|  | 러셀강라임(C. inodora)    |
|  |                           |
|  | 메이든라임(C. maideniana) |
|  |                           |

|  | 화이트산라임(C. garrawayi) |
|  |                            |
|  | 핑거라임(C. australasica)  |
|  |                            |

|  | 러셀강라임(C. inodora)    |
|  |                           |
|  | 메이든라임(C. maideniana) |
|  |                           |

|  | 화이트산라임(C. garrawayi) |
|  |                            |
|  | 핑거라임(C. australasica)  |
|  |                            |

|  | 러셀강라임(C. inodora)    |
|  |                           |
|  | 메이든라임(C. maideniana) |
|  |                           |

|  | 화이트산라임(C. garrawayi) |
|  |                            |
|  | 핑거라임(C. australasica)  |
|  |                            |

|  | 러셀강라임(C. inodora)    |
|  |                           |
|  | 메이든라임(C. maideniana) |
|  |                           |

|  | 화이트산라임(C. garrawayi) |
|  |                            |
|  | 핑거라임(C. australasica)  |
|  |                            |

|  | 러셀강라임(C. inodora)    |
|  |                           |
|  | 메이든라임(C. maideniana) |
|  |                           |

|  | 화이트산라임(C. garrawayi) |
|  |                            |
|  | 핑거라임(C. australasica)  |
|  |                            |

|  | 러셀강라임(C. inodora)    |
|  |                           |
|  | 메이든라임(C. maideniana) |
|  |                           |

|  | 화이트산라임(C. garrawayi) |
|  |                            |
|  | 핑거라임(C. australasica)  |
|  |                            |

|  | 러셀강라임(C. inodora)    |
|  |                           |
|  | 메이든라임(C. maideniana) |
|  |                           |

|  | 화이트산라임(C. garrawayi) |
|  |                            |
|  | 핑거라임(C. australasica)  |
|  |                            |

## 종류

### 오스트레일리아

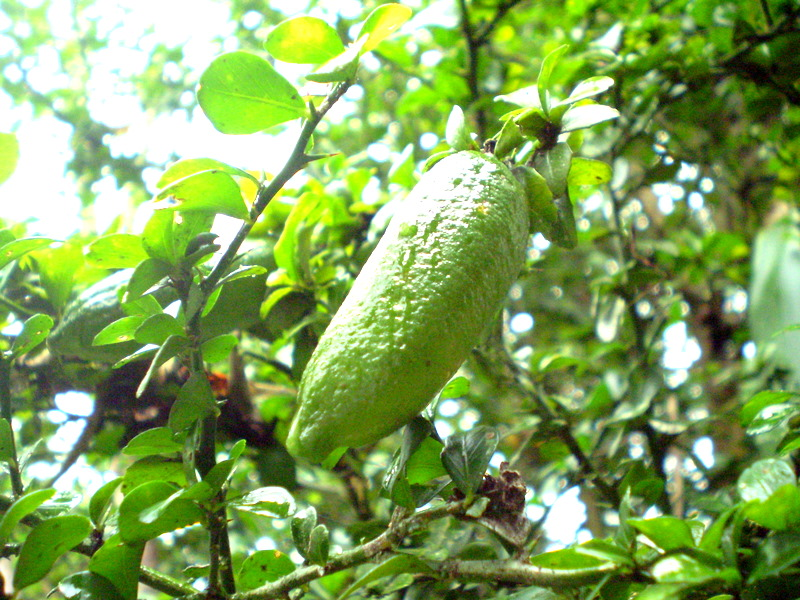
핑거라임(C. australasica)

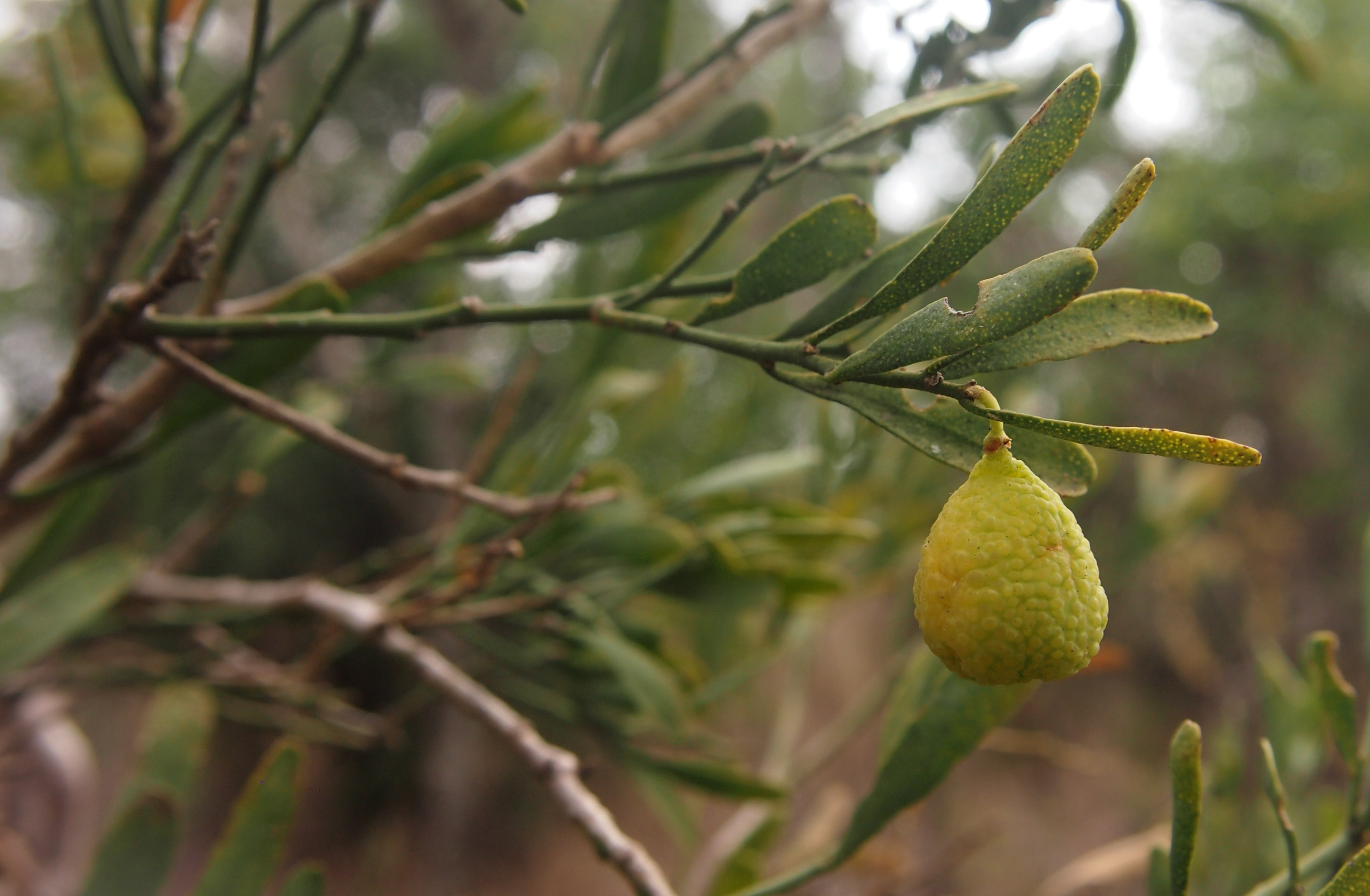
사막라임(C. glauca)

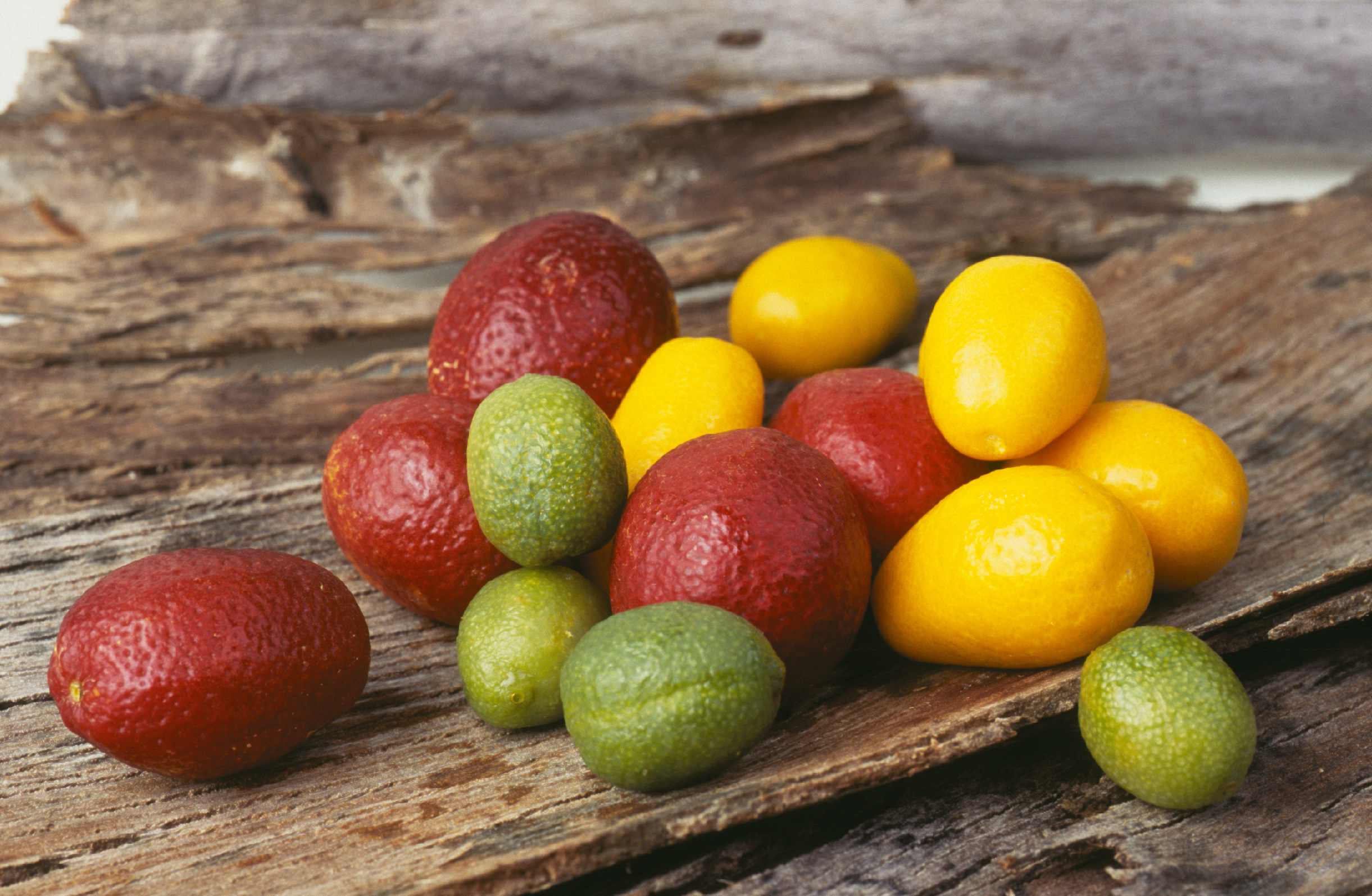
여러 가지 호주라임 품종: 블러드라임(붉은색), 선라이즈라임(노란색), 아웃백라임(초록색) 등

#### 종
- 라운드라임(C. australis): '두자라임'으로도 불린다.
- 러셀강라임(C. inodora): '넓은잎라임'으로도 불린다.
- 메이든라임(C. maideniana)
- 사막라임(C. glauca)
- 카카두라임(C. gracilis): '험프티두라임'으로도 불린다.
- 핑거라임(C. australasica)
- 화이트산라임(C. garrawayi)

#### 품종
- 아웃백라임('Outback' 또는 'Australian Outback'): 사막라임 품종
- 블러드라임('Blood', 'Australian Blood' 또는 'Australian Red Centre'): 핑거라임과 감귤-레몬 또는 감귤-당귤을 교잡한 품종
- 선라이즈라임('Sunrise' 또는 'Australian Sunrise'): 핑거라임과 칼라만시를 교잡한 품종
- 레인포레스트펄라임('Rainforest Pearl'): 핑거라임 품종

### 파푸아뉴기니
- 뉴기니라임(C. warburgiana): 와코나이라임과 함께 '카카마두라임'으로도 불린다.
- 와코나이라임(C. wakonai): 뉴기니라임과 함께 '카카마두라임'으로도 불린다.
- 파푸아라임(C. wintersii): '브라운강핑거라임'으로도 불린다.
- C. platypoda: 과거에 클리메니아속(Clymenia)으로 분류됐으며, '클리메니아'로도 불린다.
- C. polyandra: 과거에 클리메니아속(Clymenia)으로 분류됐으며, '클리메니아'로도 불린다.

파푸아뉴기니의 귤속 식물에 대한 연구는 충분히 이루어지지 않았으며, 차후에 더 많은 종이 발견될 가능성이 높다.